# Актай (Моргаушский район)
Акта́й (чув. Актай) — деревня в Моргаушском районе Чувашской Республики. Входит в состав Юськасинского сельского поселения.

## География
Находится в северо-западной части Чувашии, на расстоянии приблизительно 14 км на юг по прямой от районного центра села Моргауши.

## История
Известна с 1795 года как выселок села Преображенское (ныне Чувашская Сорма) с 9 дворами. В 1858 году был учтено 17 дворов и 141 житель, в 1897 — 210 жителей, в 1926 — 57 дворов и 309 жителей, в 1939 — 244 жителя, в 1979 — 212. В 2002 году был 51 двор, в 2010 — 52 домохозяйства. В 1930 году был образован колхоз «Комбайн», в 2010 действовало ГУП "ОПХ «Ударник».

## Население
Постоянное население составляло 171 человек (чуваши 100 %) в 2002 году, 160 — в 2010.